# Run the World (Girls)
〈Run the World (Girls)〉는 미국의 가수 비욘세 놀스의 노래이다. 작곡, 작사에는 테리우스 "더 드림" 내쉬, 비욘세, Nick "Afrojack" van de Wall, Wesley "Diplo" Pentz, David "Switch" Taylor, Adidja Palmer가 참여했다. 2011년 4월 18일 인터넷을 통해 〈Girls (Who Run the World)〉라는 제목으로 노래의 데모 버전이 유출되었다. 이후 2011년 4월 21일 비욘세의 네 번째 정규 음반 《4》의 리드 싱글로 미국 라디오에서 처음 공개되었고, 같은 날 세계에 디지털 버전으로 발매되었다.
이 곡은 메이저 레이저의 얼터너티브 힙합-댄스홀 장르 노래 〈Pon de Floor〉를 샘플링 한 것이며, 비욘세 스타일의 팝과 알앤비로 재해석했다. 노래의 가사와 제목은 여성의 권한을 강조하는 공격적이고 직설적인 문구가 포함되어있다. 처음에 평론가들로부터 엇갈린 평가를 받았는데, 샘플링, 뮤지컬적인 연출, 비욘세의 공격적인 모습에 있어서 좋은 평가를 받았다. 반면 이전에 다뤘던 테마가 계속된다며 비욘세의 새로운 모습을 보고싶다는 평도 있었다. 몇몇 평론가들은 데스티니 차일드 시절의 〈Independent Women〉(2000)과 〈Single Ladies〉(2008)같은 싱글들과 테마가 비슷하다며 비교했는데, 〈Run the World〉는 좀 더 공격적이고 직설적이라고 말했다.
〈Run the World〉는 빌보드 핫 100 최고 29위까지 진입했고, 오스트레일리아, 벨기에, 일본, 네덜란드, 뉴질랜드, 노르웨이, 스코틀랜드, 대한민국에서 10위권에 진입했다. 또한 캐나다, 프랑스, 이탈리아, 영국, 아일랜드 등에서 20위권에 진입했다. 뮤직비디오의 감독은 프란시스 로렌스가 맡았고 캘리포니아에서 3일 동안 촬영되었다. 비디오는 2011 MTV 비디오 뮤직 어워드에서 최우수 안무상과 2011 소울 트레인 뮤직 어워드에서 최우수 댄스 퍼포먼스상을 수상했다.
비욘세는 2011년 빌보드 뮤직 어워드에서 세간의 주목을 끄는 공연을 펼쳤다. 빌보드 뮤직 어워드에서의 공연으로 찬사를 받았지만, 2010년 2월 이탈리아 팝 가수 로렐라 쿠까리니가 제60회 산레모 뮤직 페스티벌에서 펼쳤던 공연과 유사하다는 이유로 논란이 되었다. 또한 〈Run the World〉는 많은 대중 매체에서 사용되었다.

## 포맷 및 트랙리스트
- 디지털 다운로드[1]

1. "Run the World (Girls)" [Single Version] – 3:56

- 영국 디지털 리믹스 싱글[2]

1. "Run the World (Girls)" [Chris Lake Remix] – 6:24
2. "Run the World (Girls)" [Kito Remix] – 3:37
3. "Run the World (Girls)" [Billionaire Remix] – 5:19

- 미국 디지털 리믹스 싱글[3]

1. "Run the World (Girls)" [Kaskade Club Remix] – 5:02
2. "Run the World (Girls)" [RedTop Club Remix] – 6:02
3. "Run the World (Girls)" [Jochen Simms Club Remix] – 6:17

## 차트 및 인증
| 차트 (2011)                    | 최고 순위 |
| ------------------------------ | --------- |
| 오스트레일리아 싱글 차트       | 10        |
| 오스트레일리아 어반 싱글 차트  | 4         |
| 벨기에 싱글 차트 (플랑드르)    | 14        |
| 벨기에 싱글 차트 (왈로니아)    | 5         |
| 캐나디안 핫 100                | 16        |
| 체코 에어플레이 차트           | 43        |
| 덴마크 싱글 차트               | 27        |
| 네덜란드 탑 40                 | 25        |
| 프랑스 싱글 차트               | 12        |
| 독일 블랙 차트                 | 2         |
| 아일랜드 싱글 차트             | 11        |
| 이스라엘 에어플레이 차트       | 4         |
| 이탈리아 싱글 차트             | 20        |
| 재팬 핫 100                    | 6         |
| 뉴질랜드 싱글 차트             | 9         |
| 노르웨이 싱글 차트             | 9         |
| 폴란드 댄스 차트 (ZPAV)        | 43        |
| 스코틀랜드 싱글 차트           | 9         |
| 슬로바키아 에어플레이 차트     | 29        |
| 대한민국 가온 국외 디지털 차트 | 2         |
| 스페인 싱글 차트               | 21        |
| 스위스 싱글 차트               | 22        |
| 영국 싱글 차트                 | 11        |
| 영국 알앤비 차트               | 5         |
| 미국 빌보드 핫 100             | 29        |
| 미국 핫 댄스 클럽 송           | 1         |
| 미국 핫 알앤비/힙합 송         | 30        |
| 미국 팝 송                     | 37        |

| 국가           | 인증        |
| -------------- | ----------- |
| 오스트레일리아 | 2× 플래티넘 |
| 벨기에         | 골드        |
| 캐나다         | 플래티넘    |
| 뉴질랜드       | 골드        |
| 영국           | 실버        |
| 미국           | 골드        |

| 차트 (2011)                   | 순위 |
| ----------------------------- | ---- |
| 오스트레일리아 싱글 차트      | 93   |
| 오스트레일리아 어반 싱글 차트 | 34   |
| 벨기에 싱글 차트 (플랑드르)   | 66   |
| 벨기에 싱글 차트 (왈로니아)   | 64   |
| 프랑스 싱글 차트              | 73   |
| 재팬 핫 100                   | 41   |
| 네덜란드 (메가 싱글 탑 100)   | 91   |
| 대한민국 가온 국외 차트       | 29   |
| 영국 싱글 차트                | 107  |
| 미국 핫 댄스 클럽 송          | 42   |
| 미국 알앤비/힙합 디지털 송    | 46   |

## 라디오 및 발매일
| 국가           | 날짜            | 포맷                          |
| -------------- | --------------- | ----------------------------- |
| 세계           | 2011년 4월 21일 | 디지털 다운로드               |
| 오스트레일리아 | 2011년 4월 21일 | 컨템포러리 히트 라디오        |
| 미국           | 2011년 4월 26일 | 컨템포러리 히트 라디오        |
| 미국           | 2011년 4월 26일 | 어반 라디오                   |
| 미국           | 2011년 4월 26일 | 어반 어덜트 컨템포러리 라디오 |
| 오스트레일리아 | 2011년 9월 2일  | 디지털 EP                     |
| 뉴질랜드       | 2011년 9월 2일  | 디지털 EP                     |
| 유럽           | 2011년 9월 2일  | 디지털 EP                     |
| 영국           | 2011년 9월 2일  | 디지털 EP                     |
| 미국           | 2013년 4월 2일  | 디지털 EP                     |